# Военный суд чести
Вое́нный суд че́сти, также Офице́рский суд че́сти — специальный выборный судебный орган для охраны корпоративной[стиль] чести офицерства и достоинства офицерского звания.
Суды чести действовали и действуют в вооружённых силах только некоторых государств. Такой суд рассматривает дела о проступках офицеров и о правонарушениях, отнесённых к его компетенции, и разбирает конфликты между офицерами. Посредством суда чести самим офицерам предоставляется право исключения из своей среды тех лиц, которые признаются ими недостойными принадлежать к корпорации. Отсюда вытекает корпоративный (или сословный, если офицерство понимается как офицерское сословие) характер этих судов, организация их на выборных началах и обособленность от общей военно-судебной организации. Военнослужащие рядового и младшего командного состава (нижние чины) в силу характера их службы (служба по обязанности или по срочному найму), как правило, не считаются носителями и выразителями военной чести, и юрисдикция военных судов чести на них нигде не распространяется. Военные суды чести впервые возникли в Прусской армии в 1808 году, откуда они перешли во все вооружённые силы германских государств, в Австро-Венгрию и в Российскую империю. В Российской империи они назывались судами общества офицеров.

## Австро-Венгрия
В Австро-Венгрии офицерские суды были учреждены впервые в 1867 году. Австрийское законодательство, как и германское, ни не определяло фактических признаков поступка, противоречащего понятию военной чести, всецело предоставляя установление этих признаков самой офицерской корпорации. В отличие от Германской империи, на суды не возлагалось также разбирательство ссор между офицерами и решение вопроса о поединках.
По австрийскому закону, если преступное деяние заключало в себе и нарушение правил чести, решение вопроса о возможности оставления виновного офицера на службе предоставлялось уголовному военному суду. В Австрии (как и в Германии) военные суды чести были призваны охранять корпоративную честь всего офицерского сословия, а не отдельных войсковых единиц, поэтому их компетенция распространялась не только на младших офицеров (как в России), но и на старших офицеров и генералов, где бы они ни состояли на службе, равным образом — на зачисленных в резерв или ландвер и даже на уволенных в отставку с правом носить мундир или с пенсией. Помимо этого офицерским судам подлежали некоторые категории военных чиновников — врачи, аудиторы и другие.
Органами офицерских судов в Австрии были Офицерское собрание (Offiziers-Versammlung) и Совет чести. Офицерское собрание решало лишь вопрос о предании суду. Для обер-офицеров оно составлялось из всех офицеров части; для штаб-офицеров — из всех штаб-офицеров дивизии; для генералов — из всех генералов, находящихся в данное время в Вене.
Каждое собрание избирало из своей среды трёх членов в особую комиссию (первого — на один год, второго и третьего — по всякому делу особо), которая под председательством лица, назначенного начальством, производила предварительное расследование предосудительных поступков. Само рассмотрение дел и постановление решения возлагалось на советы чести, образуемые из состава комиссии и ещё пяти членов по назначению начальства.
Дела в судах чести рассматривались непублично. Защитники из офицеров (в отличие от Германской империи) имели право представлять письменные и словесные объяснения. Bce обвинительные приговоры представлялись на утверждение верховной власти. Обжалование их не допускалось.

## Германия
Начало образования судов чести в Пруссии было положено в 1808 году, когда военно-реорганизационной комиссией под председательством Шарнгорста был выработан закон, по которому офицер, оказавшийся виновным в пьянстве, или ведущий развратную жизнь, или обнаруживший низкий образ мыслей, мог быть присуждён большинством ¾ голосов офицеров своей части к лишению права на производство в следующий чин.
В 1821 году ведению офицерских судов были подчинены все вообще поступки офицеров, не заключающие в себе признаков уголовно наказуемого деяния, но несогласные с правилами чести или несовместные с особым положением военных чинов.
Вместе с тем офицерской корпорации предоставлено было, сверх лишения права на производство, присуждать к увольнению от службы. В 1843 году издано подробное положение о судах чести для прусской армии, видоизменённое в 1874 году. Позднее постановления о судах чести стали одинаковы во всей Германской империи. Законодательство не определяло фактических признаков поступка, противоречащего понятию военной чести, всецело предоставляя установление этих признаков самой офицерской корпорации. В отличие от Австрии, на офицерские советы чести возлагалось также разбирательство ссор между офицерами и решение вопроса о поединках.
Военный суд чести действовал в Германской империи совершенно независимо от уголовного: один и тот же поступок мог быть предметом рассмотрения обоих судов. Требовалось лишь, чтобы разбирательство в уголовном суде предшествовало. Военные суды чести были призваны охранять корпоративную честь всего офицерского сословия, а не отдельных войсковых единиц, почему компетенция их распространяется не только на младших офицеров (как в России), но и на всех офицеров и генералов, где бы они ни состояли на службе, равно на зачисленных в резерв или ландвер и даже на уволенных в отставку с правом носить мундир или с пенсией. Помимо этого, офицерским судам подлежали некоторые категории военных чиновников — врачи, аудиторы и другие.
Органами офицерских судов в Германской империи были: Суд чести (Ehrengericht) и Совет чести (Ehrenrath). Суд чести по делам об обер-офицерах образовывали все офицеры полка или отдельной воинской части. Суд чести по делам о штаб-офицерах — один генерал, назначаемый начальником корпусного округа, и 9 штаб-офицеров, избираемых всеми штаб-офицерами округа на один год. Для разбора дела о генерале состав судов определялся каждый раз особо лично императором. Совет чести, имеющий задачей предварительное расследование дел, составлялся из 3 членов, избираемых на 1 год соответствующими судами чести.
Дела в судах чести рассматривались непублично. Защитники из офицеров допускались в Германской империи лишь к подаче письменных объяснений. Bce обвинительные приговоры представлялись на утверждение верховной власти. Обжалование их не допускалось.

## Россия

### Российская империя
Учреждение Суда общества офицеров в Российской империи относится к 1863 году, когда вышло положение об охранении воинской дисциплины и о взысканиях дисциплинарных. Основной особенностью организации, сохранившеюся долгое время, принято было тогда учреждение таких судов только при отдельных войсковых частях, а не при высших войсковых соединениях.
Компетенции их были подчинены только обер-офицеры, так как считалось, что с началами воинской дисциплины несовместима возможность подвергать штаб-офицеров полка суду подчиненных им обер-офицеров. Автор того времени пишет:

Такая система несомненно способствовала преимущественному развитию в нашей армии идеи корпоративной чести войсковых единиц в ущерб надлежащему развитию идеи воинской чести вообще и была одной из причин замечаемой ныне обособленности офицеров разных полков. Едва ли можно рекомендовать, конечно, распространение юрисдикции офицерских судов, по примеру Германии, на запасных, отставных и военных чиновников — но распространение её на всех состоящих на действительной службе офицеров и генералов, а также реорганизация судов в смысле приурочения их к более крупным командным и административным единицам в видах поднятия чувства общей военной чести были бы крайне полезны.

По положению 1863 года к компетенции судов общества офицеров были отнесены поступки, несовместные с понятиями о воинской чести и доблести офицерского звания или изобличающие в офицере отсутствие правил нравственности и благородства, а также разбор между офицерами ссор и обид. Дела о поединках были изъяты из ведения судов, по официальной мотивировке «с допущением подобного прусским законам правила самим законом дозволялось бы кровопролитие и самоуправство вооружённой рукой». Суды составляли все наличные обер-офицеры полка, которые ежегодно избирали совет посредников из 5 офицеров. Посредники производили предварительное дознание; суд мог только постановлять, подлежит ли офицер удалению из полка или увольнению от службы. При всех последующих изданиях дисциплинарного устава правила о судах общества офицеров более или менее видоизменялись. При переработке в 1888 году большее развитие получили положения о порядке производства дел. Существенные дополнения были внесены законом 1894 года, возложившим на офицерские суды решение вопросов о поединках.

#### Военное ведомство
По закону начала века суды общества офицеров учреждались при полках, отдельных батальонах, артиллерийских бригадах, а также могли быть учреждаемы во всех других отдельных частях военного ведомства. Суды составлялись: в полках — из 7 членов, избираемых всеми офицерами на 1 год из числа штаб-офицеров и обер-офицеров не ниже чина штабс-капитана; в прочих частях (и в казачьих полках) — из 5 членов. И там и там одновременно с членами суда избирались кандидаты в числе двух. Членами суда и кандидатами не могли быть избираемы состоящие под судом или следствием и подвергшиеся по судебным приговорам содержанию на гауптвахте с ограничением некоторых прав и преимуществ по службе или другому, более сильному наказанию. Решение вопроса, подлежит ли поступок ведению суда общества офицеров, и направлять ли дело в него, предоставлялось власти командира части, при которой создан суд. Рассмотрению каждого дела должно было предшествовать дознание, которое могло быть произведено судом в полном составе или поручено им отдельным его членам. Суд приступал к дознанию или по собственной инициативе, или по распоряжению командира части. По окончании дознания производившие его члены суда делали доклад полковому командиру, который или прекращал дело, или предавал офицера суду. Суд, под председательством старшего из членов, производился при закрытых дверях. Действия суда заключались в рассмотрении собранных дознанием сведений и выслушании оправданий обвиняемого. В случае неявки обвиняемого постановлялся заочный приговор. На рассмотрение дела и постановление приговора полагалось не более суток.
Приговор мог быть трёх родов: об оправдании обвиняемого, о сделании ему внушения и об удалении его из полка. Приговор в тот же день представлялся командиру части. Жалоб на приговор по существу не допускались, разрешалась лишь жалоба на нарушение судом правил производства дела. При присуждении к удалению из полка офицеру предоставлялось в трёхдневный срок самому подать просьбу об увольнении. Обер-офицеры тех частей военного ведомства, при которых не было учреждено офицерских судов, за поступки, «противные правилам чести», увольнялись в дисциплинарном порядке. Если виновными в поступках, «несовместных с должностью офицерского звания» оказывались штаб-офицеры, они увольнялись с особого высочайшего разрешения.
В 1912 году суды общества офицеров были переименованы в суды чести, с сохранением прежней юрисдикции. В число проступков, разбиравшихся судами чести входили: заём денег в долг у нижних чинов, написание анонимных писем, появление в общественном месте в нетрезвом виде, нечестная игра в карты, отказ от уплаты карточного долга, двусмысленное ухаживание за женой товарища по полку и тому подобное.
С 1912 года компетенция судов чести была распространена также на штаб-офицеров, не являвшихся командирами отдельных частей. Штаб-офицерские суды чести избирались в дивизиях и войсковых соединениях также в количестве 5 человек, по одному от каждого полка и артиллерийской бригады.

#### Морское ведомство
В морском ведомстве суды чести были образованы на иных основаниях. Органами такого суда были Суд капитанов и Совет посредников.
Совет посредников учреждался при каждой флотской дивизии и при каждом отдельном отряде из представителей, избираемых обер-офицерами по одному от каждого экипажа дивизии или отряда. На него возлагалось лишь производство дознаний и первоначальный разбор ссор. Постановлялись решения судом капитанов, который не был выборным органом, но образовывался при флотских дивизиях и сводных отрядах из наличных командиров экипажей (числом не менее пяти) под председательством младшего флагмана.
Во время заграничного плавания применялась своеобразная форма суда чести. Кают-компании судна, если в её состав входило не менее семи членов, предоставлялось право исключать из своей среды за неблаговидные поступки и предосудительное поведение всех обер-офицеров, а также корабельных инженеров и инженер-механиков флота и гражданских чиновников соответствующих классов. Относительно порядка рассмотрения дел кают-компании руководствовались правилами, установленными для совета посредников. Исключённому из кают-компании предлагалось подать прошение об отставке ко времени прихода в ближайший порт. Не исполнившие этого списывались с судна.

### Гражданская война
В период Гражданской войны суды общества офицеров сохранялись в Белой армии.
В Красной армии они были упразднены, но в 1918 году в ротах и полках были созданы товарищеские суды, которые были единственными дисциплинарными органами для всего личного состава. Они были упразднены вскоре после принятия первого дисциплинарного устава РККА в 1919 году, который предоставлял командирам и комиссарам дисциплинарные права.

### СССР
Постановлением СНК СССР, от 17 января 1939 года, были созданы товарищеские суды чести командного политического и начальствующего состава РККА. В дальнейшем они действовали в Вооружённых силах СССР как «выборные органы офицерской общественности». Нормативной базой было Положение об офицерских товарищеских судах чести в Вооружённых Силах СССР.
В позднем СССР суды создавались в воинских частях, учреждениях, военно-учебных заведениях, управлениях армий, военных округов и флотов, в главных и центральных управлениях Министерства обороны СССР. Действовали отдельные суды для младших и старших офицеров. В состав суда входило 7 — 9 членов, избранных тайным голосованием на два года.
Офицерский суд чести имел право рассматривать дела о поступках, недостойных звания офицера, роняющих воинскую честь и дела о некоторых видах правонарушений, совершенных офицерами, которые по закону могли быть переданы на рассмотрение суда чести. В отношении виновных суд мог объявить товарищеское предупреждение, порицание, общественный выговор, возбудить ходатайство о снижении в должности или в воинском звании на одну ступень, отчислении учащегося офицера из высшего учебного заведения или об увольнении офицера из кадров вооружённых сил. Решение суда чести можно было обжаловать командиру (начальнику) части, соединения или учреждения, в котором создан суд, в течение трёх дней со дня объявления решения.
Военные суды чести были восстановлены в СССР в 1947 году с началом Холодной войны (см. Суд чести).

## Франция
Во Франции начала века охрана корпоративной чести офицерства возлагалась на особые следственные суды. Их, однако, нельзя отнести к типу суда чести, так как главной их целью была охрана интересов службы и они не были основаны на выборном принципе.